# Kartografie

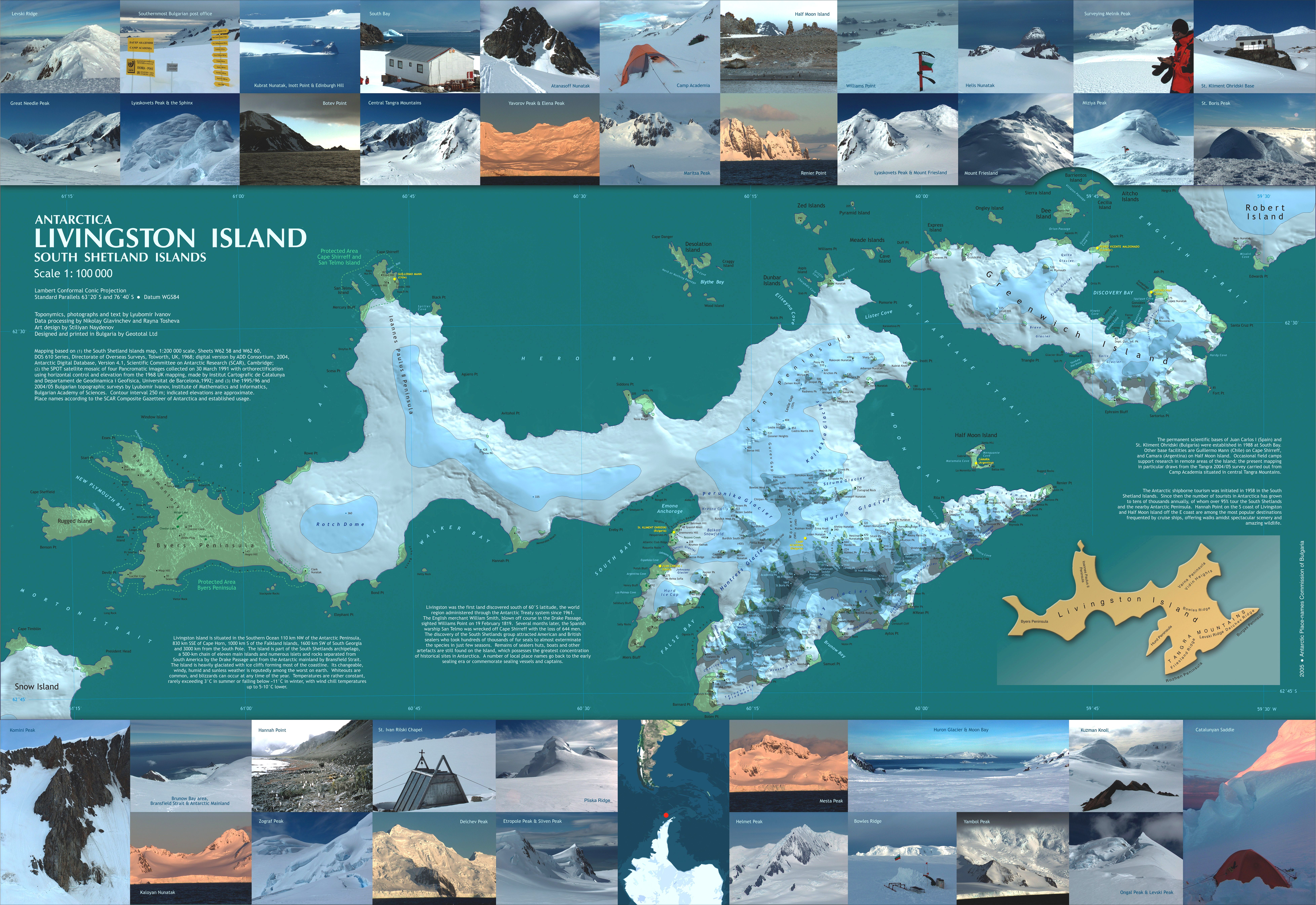
Ilustrační mapa

Kartografie je umění a věda zabývající se tvorbou a zpracováním map. Kartografie jako vědní disciplína se zabývá efektivní komunikací prostorové informace. Pro mnoho vědních disciplín i každodenní život tak hraje klíčovou roli, ať už jde o navigaci, přírodní konzervaci, politická i byznysová rozhodnutí či sdělování komplexních informací, které by bylo jen těžké vyjádřit jiným způsobem než mapou. Kartografii však může být také zneužita k mocenskému boji či šíření manipulativních narativů.

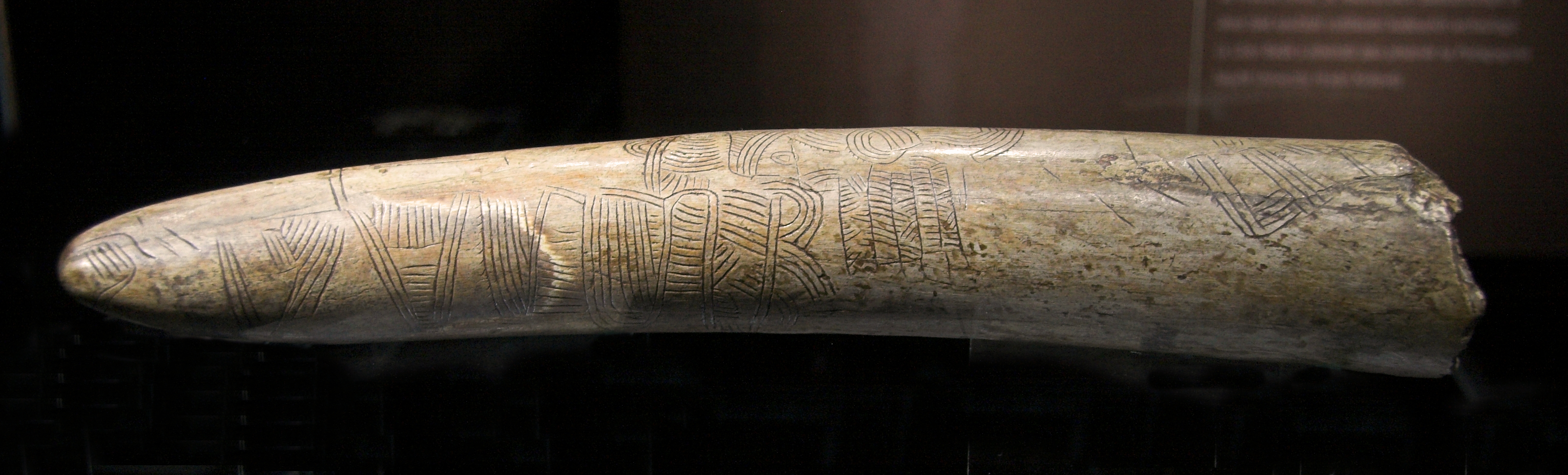
Pravděpodobně nejstarší dochovalá mapa, datována do 25 000 let př. n. l., nalezená v Pavlově

Kartografie má bohatou historii. Mapy byly vyráběny již od pravěku. Pravděpodobně nejstarší známá mapa, vrytá do mamutího klu, byla nalezena v českém Pavlově a její vznik je datován do 25 000 let př. n. l. Základy kartografie jako vědy sahají do antického Řecka, kdy začaly být mapy vytvářeny na matematickém základě. Po staletích stagnace ve středověku dochází k období prudkého rozvoje kartografie po objevu Nového světa, zejména pro navigační účely. S rozvojem technologií ve 20. století dochází k vzniku celých nových odvětví kartografie (digitální kartografie, kognitivní kartografie aj.).

## Definice
OSN definuje kartografii jako vědu o sestavování map všech druhů a podle OSN zahrnuje veškeré operace od počátečního vyměřování až po vydání hotové produkce.
Mezinárodní kartografická asociace (ICA) definuje kartografii jako umění, vědu a technologie vytváření map, včetně jejich studia jako vědeckých dokumentů a uměleckých prací.
ČSN definují kartografii jako vědní obor zabývající se znázorněním zemského povrchu a nebeských těles a objektů, jevů na nich a jejich vztahů ve formě kartografického díla a dále soubor činností při zpracování a využívání map.
Geoinformační definice zní: Kartografie je proces přenosu informací, v jehož středu je prostorová datová báze, která sama o sobě může být považována za mnohovrstevný model geografické skutečnosti. Taková prostorová datová báze je základnou pro dílčí kartografické procesy, pro něž čerpá data z rozmanitých vstupů a na výstupu vytváří různé typy informačních produktů.

## Odvětví kartografie
- Digitální kartografie
- Extraterestriální kartografie
- Hvězdná kartografie
- Kartometrie
- Kognitivní kartografie
- Matematická kartografie
- Tematická kartografie
- Topografická kartografie
- Videoherní kartografie

## Zaznamenávání polohy
Zaznamenávání polohy na mapě je v kartografii klíčové pro navigaci a popis polohy objektů a jevů na skutečné Zemi nebo na jiných tělesech ve vesmíru. Za tímto účelem se používají různé druhy souřadnic, nejběžněji pak zeměpisné souřadnice.

### Síť myšlených čar

Země, kterými prochází nultý poledník (modře) a rovník (červeně)

Síť myšlených čar je základním prvkem pro tvorbu map a geografické určení polohy. Tyto základní prvky hrají klíčovou roli v matematické kartografii a umožňují přesné zobrazení Země či jiných těles pomocí různých kartografických zobrazení. Síť se skládá z následujících základních prvků:
1. Zemská osa:  Myšlená přímka, kolem níž se Země otáčí. Tato osa je kolmá k rovině rovníku a prochází středem Země a oběma zeměpisnými póly.
2. Zeměpisné póly: Body, ve kterých osa rotace planety či jiného tělesa protíná povrch tělesa.
3. Poledníky: Polovina kružnice vzniklé proložením roviny zemské osy s povrchem Země. Každý poledník je nejkratší spojnicí mezi protilehlými póly na povrchu Země. Číslovány jsou od základního poledníku (obvykle Greenwichský poledník). Spojuje body o stejné zeměpisné délce. Dva protilehlé poledníky vytváří hlavní kružnici.
4. Rovnoběžky: Čáry vzniklé proložením roviny kolmé k zemské ose s povrchem Země. S poledníky se kříží v pravém úhlu. Spojuje body se stejnou zeměpisnou šířkou. Všechny rovnoběžky mimo rovníku vytváří malé kružnice.
5. Rovník: Nejdelší rovnoběžka s nulovou zeměpisnou šířkou. Jde o rovnoběžku proloženou středem tělesa. Kružnice rovníku je hlavní kružnicí.

### Zeměpisné souřadnice

Znázornění zeměpisné šířky (φ) a zeměpisné délky (λ) na elipsoidu

Zeměpisné souřadnice vyjadřují, na jakém poledníku a rovnoběžčce se lokalizovaný bod nachází. Má následující komponenty, uváděné v následujícím pořadí:
1. Zeměpisná šířka: Vzdálenost rovnoběžky udávaného bodu od rovníku. Je vyjádřená úhlem, který svírá rovina rovníku s normálou referenční plochy v příslušném bodě na povrchu Země.
2. Zeměpisná délka: Vzdálenost poledníku udávaného bodu od základního poledníku. Je vyjádřená úhlem, který svírá rovina základního poledníku s rovinou místního poledníku v příslušném bodě na povrchu Země.

## Zobrazení povrchu Země na mapu
Proces zobrazení povrchu Země a jiných těles na mapu je úkolem matematické kartografie. Tato disciplína umožňuje převést rozsáhlý a třírozměrný svět na plošnou a dvourozměrnou podobu. 
Pro zobrazení skutečných povrchů na mapě je třeba udělat tři základní kroky:
1. stanovit referenční plochu,
2. vybrat kartografickou projekci
3. a pomocí měřítka zmenšit zobrazovanou plochu pro použitelnou velikost.

### Referenční plochy

Referenční elipsoid WGS 84

Skutečný tvar Země je příliš složitý na to, aby byl se všemi svými deformacemi matematicky popsán. Pro účely kartografie jej proto nahrazujeme referenční plochou. Rozlišujeme následující referenční plochy:
1. Geoid: Nejpřesnější aproximace zemského povrchu. V kartografii kvůli těžké matematické popsatelnosti většinou nahrazován jinými referenčními plochami. V současné době je průběh geoidu znám s přesností v řádech 0,1 – 1 m. (neustále se zpřesňuje).
2. Referenční elipsoid: Poměrně dobře vystihuje tvar Země. Matematicky je relativně snadno definovatelný. V kartografii je používáno více druhů elipsoidů.
3. Referenční koule: Má větší odchylky od geoidu než elipsoid, ale má jednodušší matematickou definici. Proto se koulí mnohokrát elipsoid nahrazuje se zachováním objemu, plochy a přepočtením poloměru podle aritmetického průměru poloos elipsoidu.
4. Referenční rovina: Referenční rovina nebere v úvahu zakřivení Země. Používá se proto jen pro zobrazení malých území (20 x 20 km), jinak vznikají velké výškové a polohové odchylky.

### Kartografická projekce a zkreslení

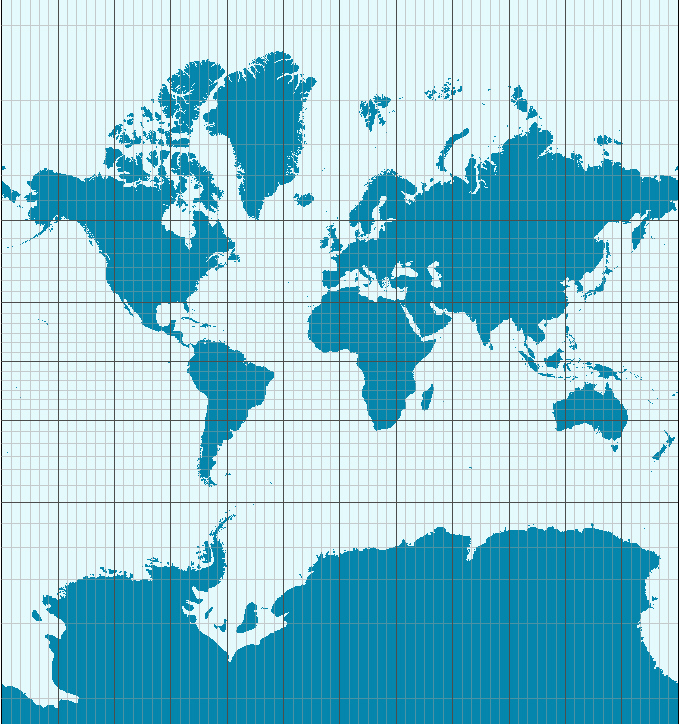
Svět podle Mercatorova zobrazení

Kartografická projekce (nebo také mapové zobrazení) slouží k převodu povrchu referenčního tělesa do roviny. Pomocí matematických operací dochází k transformaci souřadnic 3D tělesa na plochu. K tomu je používána zobrazovací plocha, která se na referenční těleso přikládá z různých úhlů, v různých místech. Na tu je pak z různých pozic promítán povrch referenčního tělesa. Jednotlivé druhy kartografických projekcí jsou pak způsoby této konverze.
Každý typ kartografické projekce vytváří vždy určité zkreslení referenčního tělesa. Její výběr podléhá konkrétnímu účelu mapy a zobrazovanému území. Lze vybrat například takové, které nezkresluje velikosti ploch (ekvivalentní zobrazení), úhlů (konformní zobrazení), či délek (ekvidistantní zobrazení).
Populární Mercatorovo zobrazení nezkresluje úhly. Zkreslení ploch však směrem od rovníku k polárním oblastem narůstá. Může vznikat falešný dojem, že územní celky na severu jsou větší, než ve skutečnosti jsou (například Rusko, Grónsko, Kanada).

### Volba měřítka
Měřítko je poměr zmenšení délky v mapě k odpovídající délce na zobrazované ploše. Umožňuje zmenšit zobrazovanou plochu na mapě tak, aby byla praktická a použitelná. Ke zmenšení nemusí dojít až po aplikaci kartografické projekce, zmenšovat lze i referenční plochu. Výsledek bude stejný.

## České osobnosti v oboru
V abecedním pořadí:
- Pavel Aretin z Ehrenfeldu
- Ing. Petr Buchar
- Johann Criginger
- Vincento Maria Coronelli
- doc. RNDr. Milan V. Drápela, CSc.
- Pavel Fabricius
- Ing. Aleš Hašek
- Martin Helwig
- prof. Ing. Vladislav Hojovec, Dr.SC
- pplk. Ing. Jiří Kánský
- Mikuláš Klaudyán
- Ing. Antonín Koláčný, CSc.
- prof. RNDr. Milan Konečný, CSc.
- Karel Kořistka
- Jan Amos Komenský
- prof. Dr. Ing. Jaroslav Kovařík, CSc.
- Ing. Josef Křovák
- RNDr. Olga Kudrnovská
- prof. RNDr. Karel Kuchař
- prof. Ing. Lubomír Lauermann, CSc.
- Ing. Milan Martinek, CSc.
- doc. Ing. Miroslav Mikšovský, CSc.
- doc. RNDr. Ludvík Mucha, CSc.
- Jan Kryštof Müller
- doc. Ing. Dr. Václav Novák, CSc.
- František Palacký
- Ing. Alena Rottová
- PhDr. Ondřej Roubík
- Ing. Zdena Roulová
- prof. Ing. Erhart Srnka, DrSc.
- Ing. Bohumil Šídlo
- RNDr. Ing. Jaroslav Uhlíř
- Ing. Vladimír Vahala, DrSc.
- Kristián Vetter
- prof. Ing. Bohuslav Veverka, DrSc.
- Jiří Matyáš Vischer
- Jan Jiří Vogt, řeholním jménem Mořic (Mauritius)
- prof. RNDr. Vít Voženílek, CSc.